# 徐敦仁
徐敦仁（1629年—？），字爱杉，吴县人。
道光九年出生。光緒二年（1876年）优贡，授官贵溪知县。能作詩文。卒年不詳。有《日损斋集》。